# Керування цифровими правами
Керування цифровими правами (англ. Digital rights management (DRM)) — термін, який використовується для посилання на технології авторизації, що застосовуються виробниками апаратного забезпечення, видавцями, власниками авторських прав або приватними особами в першу чергу для обмеження використання цифрової інформації та носіїв. Зазвичай термін не використовується для опису інших форм захисту від копіювання, які можна оминути без внесення модифікацій в програмне забезпечення пристрою або змін самого файлу, такі, як серійний номер або цифровий ключ. Термін також може використовуватись для посилання на обмеження, безпосередньо пов'язані зі специфічними пристроями або творами в цифровій формі. Керування цифровими правами використовується такими компаніями, як Sony, Amazon, Apple Inc., Microsoft, AOL та BBC.
Використання технологій керування цифровими правами є суперечливим питанням. Прихильники використання стверджують необхідність цих технологій для захисту легальних прав власників на захист від неавторизованого копіювання та розповсюдження їхніх творів, або для забезпечення доходів від використання. Деякі опоненти, такі, як Free Software Foundation (за допомогою організованої ними кампанії Defective By Design), стверджують, що використання слова «права» є невірним і пропонує натомість використовувати термін керування цифровими обмеженнями [Архівовано 29 Червня 2013 у Wayback Machine.]. Їхня позиція базується на твердженні, що власники цифрових прав обмежують використання власних продуктів методами, які виходять за межі сучасних законів щодо авторських прав і що це використання не повинно юридично регулюватися в майбутньому. Фонд Electronic Frontier Foundation і їхні прихильники вважають використання технологій DRM практикою, що призводить до обмеження конкуренції. Їхня позиція також включає необхідність юридичного захисту споживача.

## Вступ
Метою технологій DRM є контроль за використанням цифрових носіїв та даних та унеможливлення неавторизованого доступу, копіювання або конвертації в інший формат користувачем. Задовго до появи цифрових або навіть електронних носіїв, власники прав на продукт або інші фінансово зацікавлені сторони впроваджували бізнесові та юридичні обмеження щодо технологій копіювання, оскільки воно призводить до втрати прибутків та зміни ситуації на ринку.
Поява цифрових медіа та технологій аналогово-цифрового конвертування, особливо таких, що можуть легко використовуватися на широко розповсюджених ПК, викликала хвилю занепокоєння приватних осіб та організацій — власників авторських прав, особливо в галузях музичної та кіноіндустрії, оскільки ці організації або індивідууми є частково або повністю фінансово залежними від доходів, генерованих внаслідок надання прав користування об'єктами авторського права третім особам.
На відміну від аналогових носіїв, або пристроїв, що використовують аналогові методи копіювання цифрового вмісту, наприклад, магнітофонів, якість сигналу при використанні яких неминуче погіршується внаслідок копіювання, а, в деяких випадках, просто внаслідок тривалого використання, цифрові носії або файли можуть копіюватися в необмеженій кількості без будь-яких втрат якості в кожній копії.
Перетворення персонального комп'ютера на звичайний побутовий пристрій вкрай спростило для кінцевого споживача запис інформації (як вільної, так і захищеної авторським правом) з будь-якої початкової форми (радіосигнал, телетрансляція тощо) та створення цифрових копій (здирання). Все це в поєднанні з Інтернетом та засобами роздачі файлів, значно полегшило розповсюдження неавторизованих копій цифрових носіїв, захищених авторським правом (піратство).
Технології DRM дозволили видавцям запровадити політики доступу до носіїв, які не лише запобігають порушенню авторських прав, але також перешкоджають законному використанню творів, захищених авторським правом або навіть обмежують використання вільних (незахищених авторським правом) творів, розповсюджуваних видавцями, наприклад, розміщення DRM на деяких public-domain або open-licensed електронних книгах або застосування DRM в засобах побутової електроніки для перешкоджання запису будь-якої інформації, в тому числі, і незахищеної авторським правом.
Найширше технології DRM використовуються в індустрії розваг (кіноіндустрія та звукозапис). Багато з-поміж online music stores, таких, як Apple Inc.'s iTunes Store, а також видавців e-book запровадили технології DRM до своїх продуктів. Останніми роками, деякі з television producers запровадили DRM в пристроях побутової електроніки для забезпечення контролю доступу до їхніх передач, що транслюються по відкритих телеканалах і можуть бути записані користувачами TiVo.

## Технології

### DRM в кіноіндустрії
Одним з перших випадків застосування DRM була Content Scrambling System (CSS), запроваджена DVD Forum на кіно-DVD в 1996 році. CSS використовувала простий алгоритм шифрування та зобов'язувала виробників побутової електроніки підписувати ліцензійні угоди, які обмежували технологічні можливості пристроїв, наприклад, використання деяких цифрових виходів, які могли б бути використані для отримання високоякісних цифрових копій. Таким чином, DVD Forum взяв у свої руки (хоча й непрямо) повний контроль над єдиним видом побутової електроніки, спроможним декодувати DVD, обмежуючи використання цих пристроїв. Така ситуація існувала до 1999 року, Jon Lech Johansen випустив DeCSS, що дозволяв програвати DVD, зашифрований за допомогою CSS, на ПК, використовуючи операційну систему Linux, для якої не існувало ліцензії на використання ПЗ.
ПЗ від Microsoft — Windows Vista включає систему DRM під назвою Protected Media Path і яка використовується для обмеження програвання DRM-захищеного контенту за допомогою неліцензійного ПЗ. Окрім того, PVP може шифрувати інформацію під час її передачі на монітор або графічну карту, таким чином обмежуючи можливості неавторизованого копіювання.
Advanced Access Content System (AACS) — система DRM, призначена для використання в HD DVD та Blu-ray Disc, розроблена AACS Licensing Administrator, LLC (AACS LA) — консорціумом, в який входять Disney, Intel, Microsoft, Matsushita (Panasonic), Warner Brothers, IBM, Toshiba та Sony. В грудні 2006-го року ключ, що використовувався для шифрування, був опублікований в Інтернеті хакерами, таким чином відкривши повний доступ до AACS-захищеного змісту HD DVD. Після відкликання зламаного ключа були опубліковані нові зламані ключі.

### DRM та телебачення
На цей час не існує єдиного стандарту систем DRM для обмеження запису телетрансляції. Запропонований стандарт має бути опублікованим ETSI як формалізований європейський стандарт ETSI TS 102 825.

### DRM в музичній індустрії

#### Аудіо CD
Диски, що використовують технології DRM, не відповідають стандарту Компакт-дисків (CD), а є носіями CD-ROM. Таким чином, на них не може використовуватися логотип 'CD', на відміну від тих дисків, що відповідають стандарту, відомому як Red Book. Внаслідок невідповідності стандарту такі диски можуть не відтворюватись на деяких моделях CD-програвачів. Багато споживачів також не в змозі програвати такі диски на ПК. На деяких ПК під керування Microsoft Windows можливі загальні проблеми з функціонуванням ОС під час спроби програти такий CD.
В 2005-му році корпорація Sony BMG застосувала технологію DRM, яка встановлювала ПЗ на комп'ютер користувача без будь-якого попередження або запиту на підтвердження. Це ПЗ включало rootkit, який відкривав серйозну вразливість в системі безпеки ПК. Після того, як ця інформація стала публічною, корпорація Sony намагалася применшити серйозність вразливостей, але врешті-решт була змушена відкликати мільйони компакт-дисків та випустити латки для ПЗ аби, принаймні, видалити rootkit. Було ініційовано кілька судових процесів проти корпорації, які були закриті за згодою корпорації виплатити відступні постраждалим споживачам.
Фактично, ПЗ, застосоване корпорацією Sony BMG, включало дуже обмежені можливості для запобігання копіюванню, оскільки воно могло використовуватися лише на ПК під керуванням ОС Windows. Окрім того, захист міг легко обходитися, наприклад, тримаючи клавішу під час вставки компакт-диска. В той самий час, вразливість в системі захисту ПК, створена цим ПЗ, потенційно представляла набагато серйознішу проблему для кінцевого користувача.
В січні 2007-го року корпорація EMI припинила випуск аудіо-CD з використанням DRM, стверджуючи, що «витрати на DRM не відповідають результатам». Слідом за EMI, Sony BMG була останнім видавцем, який повністю відмовився від використання DRM, відтоді аудіо-CD, що випускаються під чотирма торговельними марками корпорації, не включать технологій DRM.

#### Музика в Інтернеті
Багато онлайнових музичних магазинів, серед яких можна згадати iTunes, Napster music store, Sony, Kazaa використовують DRM для обмеження використання музики, придбаної та звантаженої онлайн.
Стандарти, що використовуються різними компаніями, на цей час не є інтероперабельними, за винятком використання однієї і тієї самої технології (наприклад у випадку Napster, Kazaa та Yahoo Music). Практично всі магазини потребують звантаження та встановлення певного виду клієнтського програмного забезпечення або плагінів.
Хоча DRM використовується переважною більшістю музичних Інтернет-постачальників, деякі онлайнові магазини, як, наприклад, Amazon, не використовують технології захисту, але закликають користувачів запобігати неавторизованому копіюванню та розповсюдженню.

### Комп'ютерні ігри
В більшості випадків застосування DRM в комп'ютерних іграх обмежує можливість встановлення гри на певну кількість комп'ютерів, вимагаючи реєстрації на онлайн сервері. Більшість ігор з такими обмеженнями дозволяють встановлення на трьох або п'яти ПК, причому деякі з них враховують також деінсталяцію гри, відновлюючи, таким чином, можливість ще одного встановлення. Це не лише обмежує користувачів, які мають більше дозволеної кількості ПК вдома, але також може бути проблемою при оновленні ОС або, наприклад, форматуванні жорсткого диска, що тягне за собою перевстановлення гри, що може враховуватись як нове встановлення, і потенційно призвести до непрацездатності гри навіть за її використання на одному й тому самому ПК.

### Електронні книжки
Майже всі електронні книжки для читання на ПК або спеціальному пристрої зазвичай використовують технології DRM для обмеження їхнього копіювання, друку або розповсюдження. В більшості випадків використання електронних книжок обмежене їхньою доступністю на певних пристроях для читання з повною забороною копіювання або друку.
На сьогодні існує чотири основних формати електронних книжок: Mobipocket, Topaz, ePub і PDF. Для захисту книжок у цих форматах використовуються різні технології, найпоширенішими серед яких є ПЗ від Microsoft, Adobe, Apple, Barnes & Noble та Amazon. Microsoft використовує свою власну технологію для захисту книжок у форматі Mobipocket. Adept DRM від Adobe використовується в ePub and PDF форматах і дозволяє перегляд книжок за допомогою ПЗ від Adobe — Adobe Digital Editions, а також за деяких інших електронних читачів. Fairplay від Apple використовується для захисту формату ePub, який може зчитуватись лише за допомогою ПЗ iBooks від Apple на пристроях під керуванням iOS. Система DRM від Barnes & Noble впроваджена компанією Adobe і використовується для захисту книжок у форматі ePub та старішого формату від Palm. DRM від Amazon є різновидом технології, що використовується для Mobipocket encryption, та застосовується для книг у форматі Mobipocket від Amazon та Topaz.
Найпоширенішими програмами для читання електронних книжок є Adobe Reader та Microsoft Reader. Кожна з них використовує різний з точки зору DRM підхід. Adobe Reader використовується для читання книжок у форматі PDF. Після відкриття файлу користувачу надається інформація щодо можливостей використання змісту, наприклад, для вільно розповсюджуваних документів користувачу надається можливість друку та копіювання інформації. Для книжок, захищених авторським правом, ці можливості не надаються, єдиною можливою дією є безпосередній перегляд книги. Рівень захисту визначається видавцем або розповсюджувачем.
Microsoft Reader, який може читати книжки виключно у форматі .lit, включає власну технологію DRM-захисту. В ньому використовуються три рівні доступу до інформації: «запечатані» книги, «зареєстровані» книги та «книги з виключним власником». Для «запечатаних» електронних книг застосовується найнижчий рівень обмежень, унеможливлюючи лише зміну самого документу. Для «зареєстрованих» книг використовується наступний рівень захисту — після купівлі або звантаження книги Microsoft Reader впроваджує в неї цифровий ярлик (тег) з інформацією про особу покупця, уможливлюючи відстежування шляхів розповсюдження книги. Таким чином, розповсюдження копій є небажаним для покупця, оскільки може призвести до кримінального переслідування. Подібна схема використовується іншими програмами для читання електронних книг, наприклад, Palm Digital Media (Ereader), в якому інформація про кредитну картку, використану для купівлі книги, заноситься в файл з книгою. Найсуворіша форма захисту використовується для «книг з виключним власником». При купівлі такої книги вона «прив'язується» до комп'ютера, використовучи обліковий запис користувача, наданий програмою Microsoft Passport. Таким чином, ця електронна книга може бути відкрита лише на одному комп'ютері, з якого вона була куплена або завантажена.

### DRM та електронні документи
Enterprise digital rights management (E-DRM or ERM) — застосування технологій DRM для контролю доступу до корпоративних документів, таких, як файли Microsoft Word, PDF та AutoCAD, електронна пошта або внутрішні Інтернет-сторінки, на відміну від «звичайного» застосування DRM. Головною метою E-DRM є запобігання неавторизованого використання внутрішніх документів за межами підприємства, в першу чергу — промисловому шпигунству. Технології захисту типово комбінуються з системами електронного документообігу.

### Водяні знаки
Цифрові водяні знаки є аналогами звичайних водяних знаків, тобто метаданими, що додаються до цифрового контенту (наприклад, світлини або музичного файлу) та включають певну інформацію про нього (наприклад, про власника авторських прав). Водяні знаки можуть бути видимими для користувача або невидимими (при використанні стеганографії. Цифрові знаки не є механізмами DRM за своєю сутністю, але є частиною системи DRM, яка надає візуальну інформацію про легальність використання контента, включаючи дані, наприклад, про дату продажу контенту, щодо продавця або покупця тощо.

### Метадані
Подекуди використовується запис метаданих в музичні файли, придбані користувачем, наприклад, його імені, номера рахунку або адреси електронної пошти. Такі дані не включаються в аудіо- або відеодані, як водяний знак, але зберігаються безпосередньо в файлі з даними.
Метадані використовуються в контенті, придбаному в через iTunes як для незахищених, так і для захищених DRM версій записів. Ця інформація включається в метадані стандарту MPEG.